# Руманова
Руманова (словац. Rumanová) — село, громада округу Нітра, Нітранський край. Кадастрова площа громади — 11.66 км².
Населення 820 осіб (станом на 31 грудня 2018 року).

## Історія
Руманова згадується 1156 року.

## Населення
| Рік:            | 1994. | 2004.   | 2014.   | 2024.   |
| --------------- | ----- | ------- | ------- | ------- |
| Кількість осіб: | 824   | 772     | 831     | 859     |
| Різниця:        |       | -6,31 % | +7,64 % | +3,36 % |

| Рік:            | 2023. | 2024.   |
| --------------- | ----- | ------- |
| Кількість осіб: | 857   | 859     |
| Різниця:        |       | +0,23 % |